# ミルチャ・フラティカ
ミルチャ・フラティカ（Mircea Frăţică  1957年7月14日 - ）はルーマニアのブザウ県出身の柔道選手。階級は78kg級。身長175cm。

## 人物
1980年モスクワオリンピック78kg級では準決勝でソ連のショータ・ハバレーリに有効、3位決定戦でも東ドイツのハラルト・ハインケに注意で敗れて5位にとどまった。1982年のヨーロッパ選手権では優勝を飾った。1983年の世界選手権では3位となった。翌年のロサンゼルスオリンピックでは準決勝で西ドイツのフランク・ウィニケに敗れたものの、3位決定戦で高野裕光を縦四方固で破って銅メダルを獲得した。引退後の2009年にはファガラシュの名誉市民に選ばれた。現在は国際柔道連盟会長のマリウス・ビゼールが所有するオラデアの柔道クラブで指導に就いている。

## 主な戦績
- 1978年 - ブルガリア国際　3位
- 1980年 - ヨーロッパ選手権　3位
- 1980年 - モスクワオリンピック　5位
- 1981年 - ハンガリー国際　3位
- 1982年 - ルーマニア国際　3位
- 1982年 - ヨーロッパ選手権　優勝
- 1983年 - ヨーロッパ選手権　5位
- 1983年 - ポーランド国際　3位
- 1983年 - 世界選手権　3位
- 1984年 - ハンガリー国際　優勝
- 1984年 - ロサンゼルスオリンピック　3位